# 八重樫浩文
八重樫 浩文（やえがし ひろふみ、1964年1月2日 - ）は、日本の政治家、元地方公務員。岩手県北上市長（1期）。

## 略歴
岩手県北上市出身。岩手県立黒沢尻北高等学校卒業後、早稲田大学政治経済学部経済学科に入学。
1986年4月　岩手県庁職員（総務部地方振興課＝現ふるさと振興部市町村課）。以降、企業立地課、（財）地域活性化センター出向、人事課、情報科学課、宮古市出向、全国知事会事務局出向等に就任。2009年4月　県南広域振興局総務部 特命課長（振興局再編担当）就任。
2010年4月　商工労働観光部 産業経済交流課 海外マーケット担当課長就任。2012年6月　秘書広報室 調査監就任。2015年4月　秘書広報室 秘書課総括課長就任。2017年4月　商工労働観光部 雇用対策・労働室長就任。2019年4月　県議会事務局次長就任。2021年4月　企業局次長就任。2022年4月　沿岸広域振興局長就任。
2022年12月　岩手県退職。2023年4月　北上市長選挙で無投票当選し、4代目北上市長となった。
この間、岩手女子高等学校PTA会長（2010～2011年度）等も務めた。